# Rio Dumitrelul
O Rio Dumitrelul é um rio da Romênia, afluente do Râul Feţii, localizado no distrito de Suceava.